# Virkon

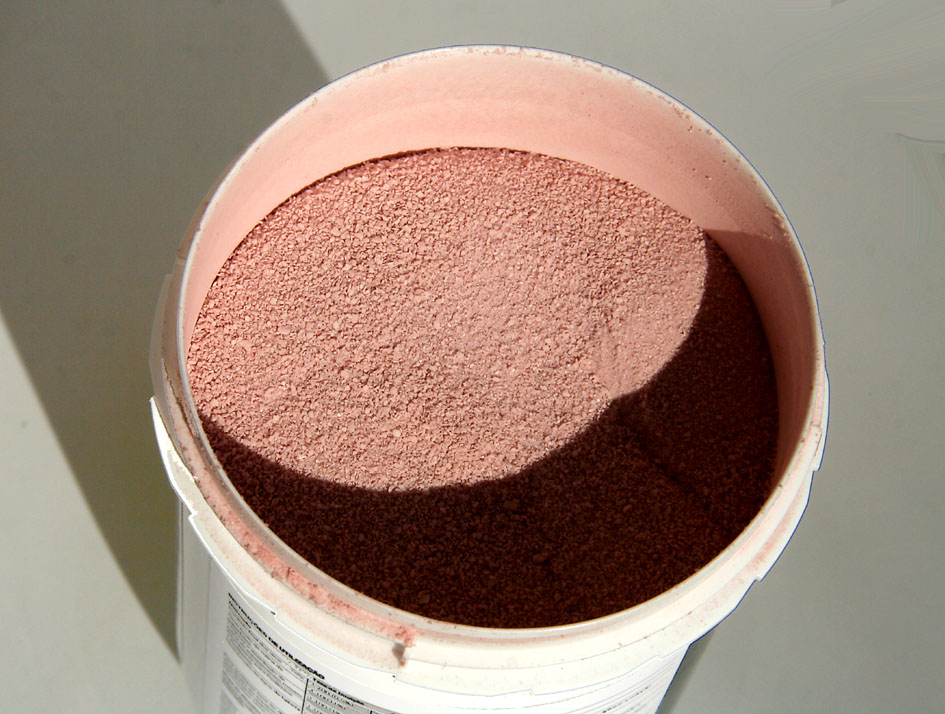
Virkon s poudre teintée

Virkon est une marque de désinfectant virucide, bactéricide et fongicide à large spectre synonyme de monoperoxysulfate (HNaO5S) qui est sont principal composant. Il associe un oxydant (le monopersulfate de potassium 22,5 %), des nettoyants l’acide sulfamique (5 %), l’acide malique (10 %) et un détergent le dodécylbenzènesulfonate de sodium. Virkon ® S est décrit comme un mélange stabilisé de composés péroxygénés, de tensioactifs, d'acides organiques et d'un système tampon inorganique.

## Histoire
Virkon™ S a été lancé en 1986 par Antec International (Sudbury, Suffolk, Royaume-Uni) comme désinfectant agricole oxydant. Les publications académiques commencent à signaler Virkon en 1990 comme virucide (stérilisant de surface sur Listronotus bonariensis en Nouvelle-Zélande pour la prévention de la fièvre aphteuse, désinfection des poulaillers contre la bursite infectieuse, élimination du rhabdovirus des ophicéphalises (SHRV) dans l'eau avec dilution finale de 1:1000 pendant 15 min, inactivation du Infectious pancreatic necrosis (IPN) chez les poissons. Vont suivre des évaluations scientifiques favorables qui notent l'absence d'irritation ou d'effets toxiques sur les animaux, sur les infections à l'hôpital et la stérilisation des instruments chirurgicaux. En 1997 il est testé comme un des meilleurs virucide contre le très résistant virus de l'hépatite B et les échantillons cliniques à haut risque.
En 2001 il est massivement employé (54 millions de l par semaine) contre l’épidémie de fièvre aphteuse avec l'aide de DuPont Chemical qui en assure la distribution. DuPont Chemical acquiert Antec Intl en 2003.

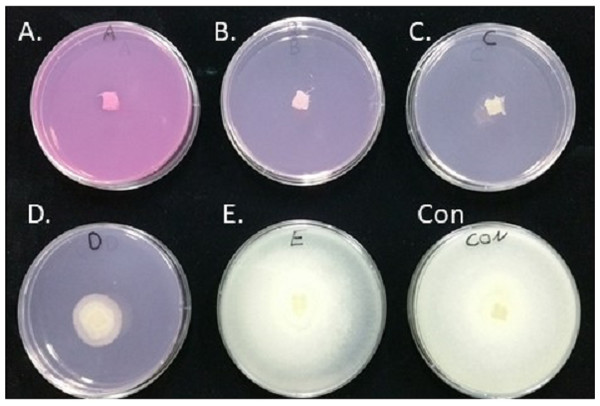
Inhibition du mycoparasite S. parasitica avec différentes concentrations de Virkon-S. A 100 ppm, B 20 ppm, C 10 ppm, inefficience en D 4 ppm, E 2 ppm, Control 0 ppm

En 2005 la double pulvérisation (2%) est démontré désinfectant contre Entérovirus A71, pour les pour adénovirus de types 5 et 6 (contact pendant 5 min), et dans le domaine vétérinaire il inactive le virus  A virus H5N1 de la grippe aviaire, il est homologué contre la peste porcine africaine, le virus de maladie de Newcastle (2021). En 2011 Virkon® Aquatic est un formulation destinée à l'aquaculture domaine d'application où il est largement utilisé.

## Présentation
Le produite est présenté sous forme de poudre soluble ou de granulés, en vrac ou en sachets. La solution est stable pendant 5 jours, la dégradation de la couleur rose indique la fin de la période de stabilité. Elle est utilisée en trempage, nébulisation ou pulvérisation.

## Principale utilisations

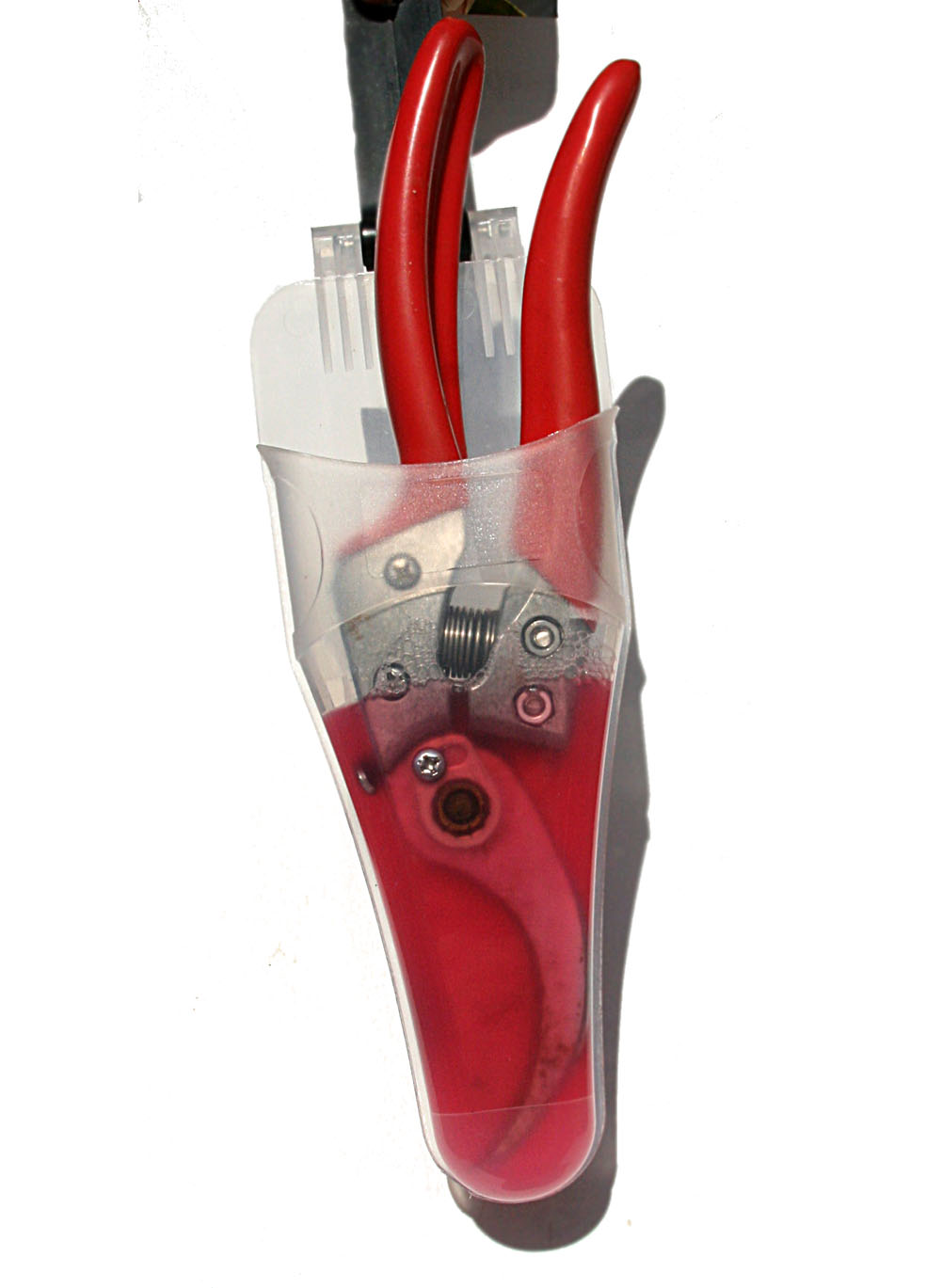
Désinfection d'un sécateur par immersion dans une solution à 2% de Virkon s en vue d'éliminer les viroïdes.

Virkon S est utilisé en dilution comme désinfectant à large spectre (22 familles de virus, contre les bactéries, champignons, la teigne, les moisissures, levures et mycoplasmes), il est biodégradable à 90 % et utilisable en agriculture biologique. Les principaux usages sont la désinfection des surfaces, des locaux, des cages, des équipements, du mobilier, des sols, des véhicules, dans le bains de bottes. En milieu hospitalier il a été signalé contre SRAS-CoV-2, les oocystes de Cryptosporidium. Les taux de dilutions ont pour ordre de grandeur 2 % pour les viroïdes, 1 % pour les bactéries, 0,25 à 0,5 % pour les champignons, 0,4 % pour les virus de la volaille.

### Désinfection des instruments et outils de taille
On trouve Virkon S dans les classements de désinfectant pour les mains, les outils et l'équipement de taille contaminés. Chez le tobamovirus (virus du fruit rugueux brun de la tomate ToBRFV), le virus de la mosaïque verte du concombre (CGMMV), le CEVd, ASBVd, PSTVd, etc. responsable de l'exocortis chez les agrumes sensibles greffés sur Poncirus trifoliata avec une concentration de 2 %. Dans une étude sur le feu bactérien Virkon a été jugé moins efficace que l'eau de Javel pour tuer E. amylovora, mais il ne pas blanchi pas les vêtements, il est ininflammable.